# Fundación Instituto Neurológico de Colombia
La Fundación Instituto Neurológico de Colombia (INDEC) es una institución sin ánimo de lucro, dedicada a la prestación de servicios integrales de salud en neurología y neurocirugía. 
40 años de servicio a la comunidad le confieren solidez y confianza en el trabajo científico y asistencial; la Institución realiza actividades promoción y prevención, diagnóstico, tratamiento, rehabilitación e investigación y docencia, de las diferentes enfermedades neurológicas y neuroquirúrgicas que se presentan en la población; cuenta con profesionales altamente calificados y tecnología de avanzada para brindarle una atención integral a los pacientes, razón de ser de la Institución.
El Instituto Neurológico de Colombia ofrece servicios especializados en neurológia integral, tanto ambulatorios como hospitalarios.
Los servicios ambulatorios se prestan a través de la consulta externa especializada y el apoyo diagnóstico; los servicios hospitalarios constituyen la Clínica Neurológica de la Fundación.

## Historia
Inició su desarrollo el 24 de marzo de 1972 como Liga Antioqueña contra la Epilepsia, localizada en una oficina dentro de las instalaciones del Hospital Universitario San Vicente de Paúl.
En 1982 se retiró del Hospital, iniciando así su desarrollo como entidad independiente en la prestación servicios a la población de Antioquia con problemas convulsivos, como epilepsia y trastornos similares. Su crecimiento inicial fue acelerado, haciendo necesario el cambio a sedes cada vez más amplias.
En el año 1991 se construyó la sede propia actual, en la calle 55 No. 46-36, en Medellín.
En 1996 se cambió la razón social, de Liga Antioqueña contra la Epilepsia, por Instituto Neurológico de Antioquia y se dotó con los recursos técnicos necesarios.
En marzo de 2006, se iniciaron las labores en la Clínica Neurológica gracias a la ampliación y mejoras de la infraestructura hospitalaria de la sede principal.
Durante el 2008, se inicia la construcción de la nueva sede del INDEA en el Municipio de Apartadó, en la región de Urabá, zona bananera del Departamento de Antioquia.
En el año 2010, el Instituto Neurológico alcanzó un gran desarrollo ofreciendo servicios altamente especializados en neurocirugía, con toda la dotación para realizar todo tipo de intervenciones sobre el cerebro y la médula espinal, Cirugía de Epilepsia y Cirugía Funcional; además, Unidad de Alivio del Dolor, procedimientos en Neurorehabilitación y Unidad de Angiografía, entre otros.
En el año 2012 por motivo de celebración de sus 40 años el Instituto Neurológico de Antioquia cambió la razón social y se convierte en el Instituto Neurológico de Colombia además introduce nuevas tecnología en Sur América como los es la primera unidad funcional de radio cirugía robótica Cyberknife y el sistema de asistencia médica virtual www.institutoneurologico.org